# Irene Heim
Irene Roswitha Heim es una lingüista alemana que fue profesora en la Universidad de Texas en Austin y la Universidad de California en Los Ángeles antes de mudarse finalmente al Instituto de Tecnología de Massachusetts en 1989, donde también trabajó como profesora de Lingüística y jefa de la Sección de Lingüística del Departamento de Lingüística y Filosofía.

## Investigación
Su tesis de 1982 de la Universidad de Massachusetts Amherst La semántica de las frases sustantivales definidas e indefinidas se considera un texto clásico y un hito importante en la semántica formal. En el segundo capítulo de la obra argumentó (desarrollando una visión del filósofo David Lewis) que las frases sustantivales indefinidas como un gato en la oración Si un gato no está en Atenas, no está en Rodas no son cuantificadores, sino variables libres vinculadas por un operador existencial insertadas en la oración por una operación semántica que llamó cierre existencial. En el tercer capítulo de la obra desarrolló una teoría dinámica compositiva de (in)definidos. Esta obra, junto con la aproximadamente contemporánea "Teoría de la Verdad y la Representación Semántica" de Hans Kamp (1981), se convirtió en la obra fundacional en la influyente tradición de semántica dinámica y el primer fragmento dinámico compositivo.
También es coautora con Angelika Kratzer de un influyente libro de texto de semántica formal,y es coeditora (también con Kratzer) de la revista Natural Language Semantics.
En 2010, Irene Heim fue galardonada con una beca senior del Zukunftskolleg en la Universidad de Constanza.